# Письмо с фронта
«Письмо с фронта» — жанровая картина советского живописца А. И. Лактионова, законченная художником в 1947 году и изображающая близких и соседей солдата-фронтовика за чтением его долгожданного письма с фронта. Отмеченная в 1948 году Сталинской премией, картина сделала имя художника широко известным.

## История создания
Картина «Письмо с фронта» была написана художником в Загорске под Москвой, куда в начале 1944 года Лактионов с семьёй приехал из Самарканда, где находился в эвакуации вместе с ЛИЖСА имени И. Е. Репина. Художник вспоминал: «Я с моей большой семьёй жил в Троице-Сергиевой лавре. Там в стене кремля была когда-то бойница для пушки, а впоследствии устроена большая келья». Заключив весной 1945 договор на свою первую последипломную картину, Лактионов собирался дать ей название «Встреча». Опробовал несколько вариантов, но всё решил случай. Однажды на прогулке он повстречал солдата с перевязанной рукой, опиравшегося при ходьбе на палку. Тот искал нужный адрес, чтобы передать письмо. Разговорились. Лактионов помог найти нужный дом и стал невольным свидетелем сцены получения долгожданной весточки с фронта. Так окончательно определился замысел будущей картины.

Картина писалась два года и была окончена в 1947 году. Позировать для картины А. Лактионов приглашал  молодого живописца, в будущем Народного художника РСФСР Николая Ивановича Барченкова, который потерял правую руку еще до войны, но тот отказался:
Из воспоминаний Н.И.Барченкова: «Свою знаменитую картину "Письмо с фронта" Александр Лактионов ведь писал у нас, в "стене". А меня приглашал солдата позировать. Но я отказался - стоять умрешь. Прекрасный был человек. На Петра Великого был похож. В 1945 году он венчался в Ильинской церкви. Бедность такая была! Так вот, помню, стоит он на базаре, выше всех на голову, ботиночки продаёт. Это уж потом он Сталинскую премию получил, квартиру в Москве».
В итоге, в качестве модели для солдата-письмоносца А. Лактионов привлёк художника В. И. Нифонтова. По воспоминаниям автора полотна, недавно вернувшийся с фронта десантник, как и положено, в армейской форме, он всем своим бравым видом просился на холст. Только руку пришлось бинтом привязать и слегка опереть на рукодельный костылик-палочку. Женщина с конвертом — сестра матери А. И. Лактионова, Евдокия Никифоровна. Мальчиком, читающим письмо стал семилетний сын художника Серёжа, а девочка с косами — дочь Светлана. Наконец, соседка стала девушкой в кофточке, с красной повязкой дежурного ПВО. Она вся в солнце, а её улыбка добавляет тепла и света, наполняющих картину радостью.
В 1948 году картина была показана на Всесоюзной художественной выставке в ГТГ, где имела необычайный успех у зрителей. После выставки полотно было приобретено Третьяковской галереей. В 1948 году за картину «Письмо с фронта» А. И.  Лактионов был удостоен Сталинской премии первой степени. Впоследствии А. Лактионов сделал авторское повторение работы для ряда музеев.

## Известность

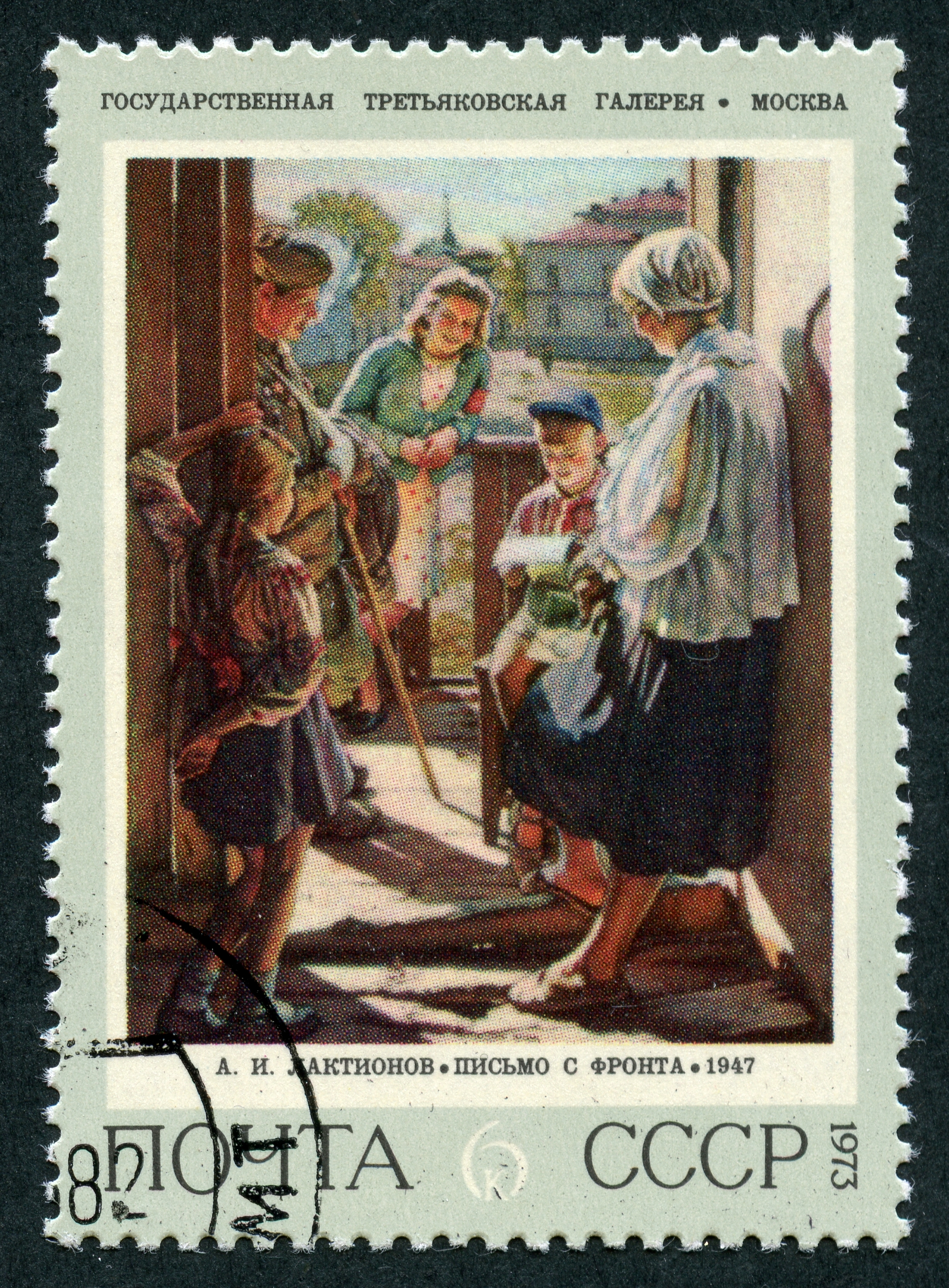
Почтовая марка СССР, 1973 г.

Картина широко известна по многочисленным выставкам и публикациям, неоднократно воспроизводилась в печати. Её включали в школьные учебники, помещали на страницах календарей, на разворотах журналов «Огонёк», «Работница», «Крестьянка», печатали на отдельных листах массовыми тиражами.
Репродукция картины изображена на одной из почтовых марок СССР серии «История советской живописи» 1973 года.